# Obelisco de Nectanebo II
El Obelisco de Nectanebo II es un monumento erigido hacia el año 350 a. C., en la época de Nectanebo II, Senedyemibra Najthorhabet, el último faraón de la dinastía XXX de Egipto, la última dinastía de reyes egipcios. Se encuentra ubicado actualmente en el Queen Elizabeth II Great Court del British Museum de Londres.
Está fabricado con limolita verde oscura y tiene una altura de 2.74 metros, siendo su altura original de 5.5.

## Historia
El obelisco es gemelo de otro, y los dos estaban erigidos a la entrada del santuario de Tot, (dios del conocimiento), situado en la antigua Hermópolis Magna, la actual ciudad egipcia de El-Ashmunein. El obelisco era un símbolo solar y en el aparecen varias inscripciones que son una dedicatoria al dios Tot (señor de Hermópolis).
El obelisco con todos sus objetos fueron llevados a Inglaterra y presentados al rey Jorge III del Reino Unido, que lo donó al British Museum en 1802.

## Ubicación
Originariamente estaba ubicado en el santuario de Tot en Hermópolis, Egipto. En 1737, Richard Pococke, uno de los primeros viajeros británicos a Egipto, lo descubrió en la ciudadela de El Cairo.
En 1798, fueron inventariados para la Descripción de Egipto elaborada por la expedición de Napoleón.
En 1801, el obelisco junto con su otro gemelo y otras piezas, como la Piedra de Rosetta, fueron llevados a Alejandría, con el objetivo de ser transportadas a Francia. En el mismo año, y después de la firma del tratado de Alejandría, los dos fragmentos fueron enviados a Gran Bretaña. Actualmente, se exhibe en el Gran Atrio de Isabel II del Museo Británico.